# Mandíbulas (película)
Mandíbulas (en francés Mandibules) es una película cómica franco-belga de 2020 escrita y dirigida por Quentin Dupieux. La protagonizan David Marsais, Grégoire Ludig, Adèle Exarchopoulos, India Cabello, Roméo Elvis, Coralie Russier, Bruno Lochet, y Dave Chapman.
Mandíbulas se estrenó en el Festival Internacional de Cine de Venecia de 2020 el 5 de septiembre de 2020. Fue distribuida en Francia en mayo de 2021 por Memento Films. Su lanzamiento público se retrasó varias veces debido a la pandemia de COVID-19.

## Argumento
Jean-Gab y Manu, dos amigos bastante simplones, encuentran una mosca gigante metida en el maletero de su coche y deciden entrenarla para ganar dinero.

## Producción
En octubre de 2019, se anunció que David Marsais, Grégoire Ludig, Adèle Exarchopoulos, India Cabello, Roméo Elvis y Coralie Russier se habían unido al reparto de la película. El rodaje empezó en septiembre de 2019.

### Música
La banda sonora estuvo compuesta por la banda inglesa Metronomy. El tema principal de la película fue publicado por Because Music, al mismo tiempo que el estreno francés de la cinta.

## Lanzamiento
La película tuvo su estreno mundial en el Festival Internacional de Cine de Venecia de 2020 el 5 de septiembre de 2020.  Se estrenó en Francia el 19 de mayo de 2021.

## Recepción

### Recepción crítica
En la página web de críticas de cine Rotten Tomatoes, la película obtiene un 92% de aceptación con 62 críticas.

## Futuro
Durante una entrevista en la revista francesa CinemaTeaser, Dupieux dio a entender que haría una secuela si la película superaba los 500,000 espectadores en Francia. La secuela se apellidaría Tentáculos.